# 杰里迈亚·蒂尔蒙
杰里迈亚·蒂尔蒙（英語：Jeremiah Tilmon，1998年11月25日—）為美國男子籃球運動員，現效力於中国男子篮球职业联赛深圳新世纪。
2021年蒂尔蒙自密苏里大学畢業後投入NBA選秀但落選，在NBA G聯盟打拼。2024年6月28日，韓國籃球聯賽水原KT音速彈簽下蒂尔蒙。11月18日，蒂尔蒙被喬丹·摩根頂替。12月11日，蒂尔蒙與中国男子篮球职业联赛深圳新世纪簽約，暫時頂替阿斯基亚·布克。

## 外部連結
- 杰里迈亚·蒂尔蒙在fiba.basketball（英语）
- 杰里迈亚·蒂尔蒙在NBA G聯盟官網（英语）
- 杰里迈亚·蒂尔蒙在中国男子篮球职业联赛官網
- 杰里迈亚·蒂尔蒙在韓國籃球聯賽官網（英语）
- 杰里迈亚·蒂尔蒙在Basketball-Reference.com（NBA）（英语）
- 杰里迈亚·蒂尔蒙在Basketball-Reference.com（NBA G聯盟）（英语）
- 杰里迈亚·蒂尔蒙在Basketball-Reference.com（國際）（英语）
- 杰里迈亚·蒂尔蒙在Sports-Reference.com（NCAA）（英语）
- 杰里迈亚·蒂尔蒙在Eurobasket.com（球員）（英语）
- 杰里迈亚·蒂尔蒙在Proballers（英语）
- 杰里迈亚·蒂尔蒙在RealGM（球員）（英语）
- 杰里迈亚·蒂尔蒙在中国篮球数据库
- 杰里迈亚·蒂尔蒙在Flashscore（英语）